# Geraldia montana
Geraldia montana är en tvåvingeart som först beskrevs av Malloch 1930.  Geraldia montana ingår i släktet Geraldia och familjen parasitflugor. Inga underarter finns listade i Catalogue of Life.